# Felicidad Blanc
Felicidad Blanc y Bergnes de Las Casas (Madrid, 3 de febrero de 1913 - San Sebastián, Guipúzcoa, 30 de octubre de 1990) fue una escritora española, esposa del poeta Leopoldo Panero (1909-1962), con quien tuvo tres hijos: Juan Luis Panero (1942-2013), Leopoldo María Panero (1948-2014) y José Moisés «Michi» Panero (1951-2004). Los dos primeros destacaron como poetas y el tercero como  bohemio y escritor sin obra.

## Biografía
Felicidad nació en una familia de la burguesía madrileña. Según Mercedes Formica, que la conoció antes de la Guerra Civil, «era la muchacha más bella de Madrid y vivía en una bonita casa de los bulevares rodeada de jardines y de cierto misterio». Su padre, José Blanc Fortacín, era médico y director del Hospital Princesa, de Madrid, y era primo-hermano de la madre de Josemaría Escrivá de Balaguer. Su madre, Felicidad Bergnes de Las Casas Palacín, era hija del ingeniero Teodoro Bergnes de Las Casas, hijo a su vez del helenista y editor Antonio Bergnes de Las Casas (o Las Cases), rector de la Universidad de Barcelona y senador, aristocrática familia descendiente de Luis VI de Francia y emparentada con el biógrafo de Napoleón, conde de Las Cases. La abuela Isabel Palacín, al enviudar se enamoró de Joaquín Costa y será la madre de María-Antígone Costa Palacín (nacida en 1883), la única hija del político y tía de Felicidad Blanc.
Contrajo matrimonio el 29 de mayo de 1941 con el poeta Leopoldo Panero, con el que tuvo tres hijos: Juan Luis (1942–2013), Leopoldo María (1948–2014) y José Moisés, «Michi» (1951–2004).
Publicó varios relatos breves que recibieron una favorable recepción crítica, pero abandonó la literatura debido a la actitud de su marido, y quedó relegada a la figura de esposa y madre. Participó en la película documental El desencanto, de Jaime Chávarri (1976), en la que la viuda y los hijos de Leopoldo Panero contaban su vida junto al poeta.
Falleció a los 77 años en San Sebastián el 30 de octubre de 1990, víctima de cáncer.

## Obras
- La ventana sobre el jardín. Cuentos reunidos (2019). Editorial Renacimiento. Edición y estudio de Sergio Fernández Martínez. Prólogo de Javier Huerta. Cuentos.[6][7]
- Cuando amé a Felicidad (1979). Ediciones Juan Gris. Prólogo de Carlos Bousoño. Litografías de Juan Gomila. Cuentos.
- Espejo de sombras (1977). Librería Argos-Vergara. Prólogo de Natividad Massanés. Autobiografía.[8]

## Filmografía
- El desencanto (Jaime Chávarri, 1976).
- Los restos del naufragio (Ricardo Franco, 1978).
- Eugenia de Montijo (Carlos Serrano; guion de Antonio Gala, 1981). (Capítulo de la serie televisiva Paisaje con figuras).
- El arreglo (José Antonio Zorilla, 1983).
- Calé (Carlos Serrano, 1987).